# Hispano-Suiza E-30
Le Hispano-Suiza E-30, plus tard renommé simplement E-30, est un avion d'entraînement militaire produit en Espagne dans les années 1930 par Hispano-Suiza dans ses ateliers de Guadalajara. Hispano-Suiza a reçu des commandes de l'Armée de terre espagnole (l'armée de l'air espagnole est créée en 1939) et de la Marine espagnole.

## Création et développement
Il a été conçu pour remplacer les Avro 504 et Airco DH.9 qui ne sont plus du tout pertinents à cette époque où l'aviation a évolué très vite, mais aussi pour servir de pont aux nouveaux chasseurs qui utiliseront le Nieuport 52. La désignation provenait de Escuella (École, donc E) et l'année de la conception (1930).
Le E-30 était un biplace en tandem, monoplan avec ailes en parasol, un train d'atterrissage fixe robuste, motorisé par un moteur radial Hispano-Suiza 9Qa de 220 hp (licence Wright). L'E-30 avait une caractéristique rare dans les avions de l'époque : il avait une roulette de queue au lieu du plus habituel patin. La production totale atteint 25 exemplaires, 7 ont servi dans la Marine espagnole. Pour les missions d'entraînement au tir, il était muni d'une mitrailleuse fixe à l'avant et deux mobiles à l'arrière.

## Histoire opérationnelle
Quelques exemplaires ont été utilisés dans le front d'Aragon et l'Andalousie par les FARE, pour des opérations d'attaque au sol et observation, pendant les premiers jours de la guerre civile espagnole, jusqu'à l'arrivée de matériel plus moderne et apte pour les missions de combat. À la fin de la guerre, treize appareils avaient été capturés par les nationalistes, qui s'en servirent brièvement dans l'Aviation Nationale par la suite, en 1939, avec la récente Armée de l'Air, jusqu'à 1945. Un exemplaire était encore dans l'Académie d'Aviation à León en 1950.
Depuis 1945, les aéronefs la désignation de aéronefs de l'Armée de l'air se fait selon sa fonction. Selon ce système, l'E-30 a été désigné EE.2, initialement, comme entraîneur basique, et plus tard E.2, comme entraîneur.

## Variantes
E-30 H
Premier prototype, propulsé par un moteur V8 Hispano-Suiza 8Ab de 134 kW (180 hp).
E-30
Version de série, propulsée en premier par un moteur radial Hispano-Wright 9Qa, et ensuite, par un Hispano-Wright 9Qd, de 9 cylindres.
E-303
Version de combat qui ne verra jamais le jour, très modifiée, armée et avec un moteur en double-étoile Hispano-Suiza 14AA de 745 kW (1000 hp).

## Opérateurs
Espagne
- Armée de terre espagnole : 18 unités
- Marine de Guerre de la République Espagnole (Aéronautique Navale) : 7 unités

 Espagne
- Armée de l'Air

## Aéronefs liés
- Hispano-Suiza E-34